# Fria
Fria egy város Alsó-Guineában, északra Conakrytól, közel Amardia Damhoz a Konkouré folyóhoz. Lakossága 2014-ben 64 691 fő.

## Áttekintés
Sokféle néven szerepel a város: Friguia, Kimbo vagy Kimbováros. Fria ismert a barlangjairól, ezek a Grottes de Bogoro és a Grotte de Konkouré.